# Rio Dive
Dive é um rio localizado na França, afluente do rio Thouet e portanto sub-afluente do rio Loire. Percorre, nos departamentos de Vienne, Deux-Sèvres e Maine-et-Loire, as seguintes comunas:
- Departamento de Vienne : Maisonneuve, Massognes, Cuhon, Mazeuil, Craon, Saint-Jean-de-Sauves, La Grimaudière, Moncontour, Arçay, Saint-Laon, Ranton, Curçay-sur-Dive, Ternay, Berrie e Pouançay

- Departamento de Deux-Sèvres : Assais-les-Jumeaux, Marnes, Brie, Oiron, Pas-de-Jeu, Saint-Martin-de-Mâcon e Tourtenay.

- Departamento de Maine-et-Loire : Antoigné, Montreuil-Bellay, Épieds, Brézé e Saint-Just-sur-Dive.